# Pheidole lutzi
Pheidole lutzi är en myrart som beskrevs av Auguste-Henri Forel 1905. Pheidole lutzi ingår i släktet Pheidole och familjen myror.

## Underarter
Arten delas in i följande underarter:
- P. l. heinzi
- P. l. lutzi